# 6304 Josephus Flavius
A 6304 Josephus Flavius (ideiglenes jelöléssel 1989 GT3) a Naprendszer kisbolygóövében található aszteroida. Eric Walter Elst fedezte fel 1989. április 2-án.